# Riverside (Agnes Obel)
"Riverside" is een nummer van de Deense singer-songwriter Agnes Obel. Het nummer verscheen op haar debuutalbum Philharmonics uit 2010. Op 30 mei van dat jaar werd het nummer uitgebracht als haar debuutsingle.

## Achtergrond
"Riverside" is geschreven en geproduceerd door Obel zelf. In een interview vertelde zij over het nummer: "[Het] is een nummer over water. Ik schreef dat hele album [Philharmonics] naast de rivier de Spree, in Berlijn. Ik bedacht een melodie, en vond dat het klonk als water. Ik wilde een nummer schrijven over hoe mensen kunnen transformeren, en soms als je andere mensen ontmoet die deze vreemde transformatie hebben ondergaan, kun je dat zien. Het was een tijd in mijn leven waarin ik zelf veel veranderde, en ik wilde dat beschrijven, en ik gebruikte water als een grens tussen twee werelden."
"Riverside" werd vooral een grote hit in Obels thuisland Denemarken, waar het de tweede plaats behaalde in de hitlijsten, en in België, waar het tot de derde plaats kwam in zowel de Vlaamse als de Waalse Ultratop 50. Tevens stond het in Vlaanderen in de week van 11 juni 2011 bovenaan in De Afrekening, een programma van de radiozender Studio Brussel, en kwam het op plaats 25 terecht in de eindafrekening van dat jaar. Het stond op de tiende plaats van de bestverkochte singles in Vlaanderen uit 2011.
De videoclip van "Riverside", geregisseerd door Obels man Alex Brüel Flagstad, is opgenomen in zwart-wit. Obel fietst in de video door het bos naar een rivier, waar haar fiets in brand vliegt en zij door iemand in de rivier wordt geduwd. Deze beelden worden afgewisseld door beelden waarin zij het nummer op de piano speelt. Over de clip vertelde zij: "Hij [Alex] had ideeën over vuur en wilde mij in de rivier gooien. Ik ben een aantal keren in de rivier geduwd door een vriend van ons. Zij schoten de hele clip op 8mm-film. Het ziet er gewoon willekeurig uit voor mij. Maar Alex had specifieke ideeën over verandering, dus ik kwam uit het meer en werd een nieuw persoon."

## NPO Radio 2 Top 2000
| Nummer met noteringen in de NPO Radio 2 Top 2000 | '18  | '19  | '20  |
| ------------------------------------------------ | ---- | ---- | ---- |
| Riverside                                        | 1624 | 1941 | 1930 |

1. ↑  Een vetgedrukt getal geeft de hoogste notering aan.
2. ↑  2018 was het eerste jaar met een notering voor dit nummer.
3. ↑  Deze tabel is bijgewerkt tot en met de laatste editie (2024).